# أنيسي (أزناڭن)
أنيسي هي إحدى مشيخات المملكة المغربية، تتبع جغرافيا لإقليم ورززات وإداريًا لأزناڭن. يقدر عدد سكانها بـ 890 نسمة حسب الإحصاء الرسمي للسكان والسكنى لسنة 2004.